# Silene donetzica
Silene donetzica är en nejlikväxtart som beskrevs av Jurij Kleopov.
Silene donetzica ingår i släktet glimmar och familjen nejlikväxter. Inga underarter finns listade i Catalogue of Life.